# Partia Socialdemokrate e Shqipërisë
Die Partia Socialdemokrate e Shqipërisë (albanisch für „Sozialdemokratische Partei Albaniens“; Akronym: PSDSh), oder kurz Partia Socialdemokrate (Akronym: PSD) genannt, ist eine sozialdemokratische Partei in Albanien. Sie hat einen Beobachterstatus bei der Sozialistischen Internationalen. Vorsitzender war seit der Parteigründung im Jahr 1991 bis 2019 Skënder Gjinushi. Bei den Parlamentswahlen 2017 erreichte sie 0,95 % der Stimmen und kann nach langer Zeit erneut wieder einen Abgeordneten in den Kuvendi i Shqipërisë, das albanische Parlament, entsenden.

## Geschichte
Die Partia Socialdemokrate wurde im März 1991 gegründet, kurz nachdem die kommunistische Diktatur in Albanien im Jahreswechsel 1990/91 gestürzt und das Einparteiensystem aufgehoben wurde. Im April 1991 wurde der gelernte Mathematiker Skënder Gjinushi in den Parteivorsitz gewählt. Gjinushi war damals in Albanien kein unbekannter Politiker; er hatte zwischen 1987 und 1991 das Bildungsministerium unter Ministerpräsident Ramiz Alia geleitet, dem letzten kommunistischen Diktator Albaniens.
Bei den ersten demokratischen und freien Parlamentswahlen in Albanien im Jahr 1992 gewann die PSD sieben von 140 Parlamentssitzen. Bei den nächsten Wahlen 1996 nahm sie nicht teil, während sie ein Jahr später nach dem Lotterieaufstand neun der 155 Parlamentssitze einnehmen konnte.
Die PSD konnte in den folgenden Wahlen zum Albanischen Parlament nicht mehr an ihren anfänglichen Erfolg anhängen. Eine Ausnahme bilden die Wahlen 2005, als die PSD sieben von 140 Sitzen erhielt. Während ihres gesamten Bestehen hat die Partia Socialdemokrate eng mit der Sozialistischen Partei zusammengearbeitet und mit ihr Koalitionen gebildet. Bei den  Parlamentswahlen im Jahr 2009 konnte die PSD 1,76 % der Stimmen für sich gewinnen. Das Ergebnis reichte jedoch für keinen Sitz im Parlament. Bei der Parlamentswahl 2013 erreichte sie nur noch 0,59 % der Stimmen und wiederum keinen Parlamentssitz. Bei den Wahlen von 2017 konnte die Partei einen Sitz erringen. Bei der Parlamentswahl 2021 konnte die Partei ihren Stimmenanteil erheblich steigern und erhielt mit 35.475 Stimmen drei Sitze im Parlament, davon entfielen 16.425 Stimmen auf den Qark Shkodra, wo sie 15,24 % der Stimmen und zwei Parlamentssitze erhielt, einen weiteren Sitz erhielt sie mit 13.272 Stimmen im Qark Tirana.

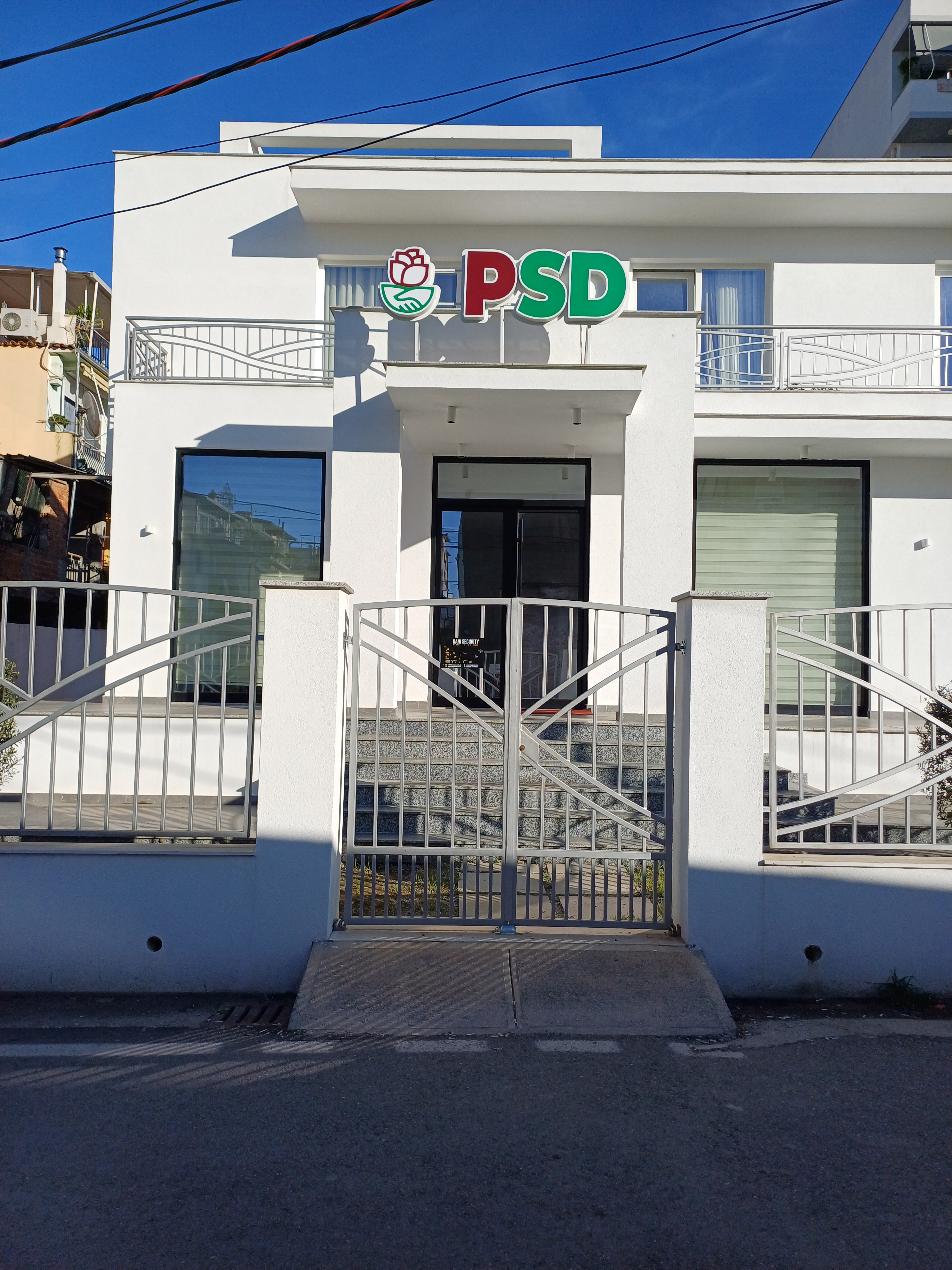
Vertretung der Partei in Shkodra

Als Skënder Gjinushi 2019 Vorsitzender der Albanischen Akademie der Wissenschaften werden sollte, gab er den Parteivorsitz an Ëngjëll Bejtaj ab.
Nachfolgend sind in der Tabelle alle Wahlresultate seit 1992 zusammengefasst:
| Parlamentswahl | Erhaltene Stimmen  | Prozentualer Anteil landesweit | Parlamentssitze    |
| -------------- | ------------------ | ------------------------------ | ------------------ |
| 1992           | 73.820             | 4 %                            | 7                  |
| 1996           | nicht teilgenommen | nicht teilgenommen             | nicht teilgenommen |
| 1997           | 245.181            | 18,7 %                         | 9                  |
| 2001           | 48.911             | 3,7 %                          | 4                  |
| 2005           | 174.103            | 12,7 %                         | 7                  |
| 2009           | 26.700             | 1,76 %                         | 0                  |
| 2013           | 10.220             | 0,59 %                         | 0                  |
| 2017           | 14.985             | 0,95 %                         | 1                  |
| 2021           | 35.475             | 2,25 %                         | 3                  |